# Isopedella ambathala
Isopedella ambathala là một loài nhện trong họ Sparassidae.
Loài này thuộc chi Isopedella. Isopedella ambathala được Arthur Stanley Hirst miêu tả năm 1993.